# Ox doktor hóbortos ötlete
Az Ox doktor hóbortos ötlete (Le Docteur Ox) szatirikus novellát Jules Verne írta. A közönség először 1872 januárjában hallhatta a művet, amikor azt a szerző felolvasta az amiensi városháza nagytermében – Verne Amiensben lakott. Nyomtatásban a Musée des Familles három egymást követő számában jelent meg az év tavaszán. Egy év múlva, 1873. január 16-án Verne és a kiadója, Pierre-Jules Hetzel engedélyével a Journal d'Amiens újra közölte a novellát.
Az egyetlen, Verne életében megjelent novellagyűjteményét Hetzel adta ki 1874-ben, a kötet címe Ox doktor (Le Docteur Ox). A könyv először 1874. április 27-én jelent meg illusztrációk nélkül. A későbbi kiadásokhoz hasonlóan az Ox doktor, a Zakariás mester, a Dráma a levegőben és a Telelés Grönlandban (Un Hivernage dans les glaces) novellákat tartalmazta Jules Vernétől, és a Quarantième ascension française au mont Blanc-ot bátyjától, Paul Verne-től.
Az Ox doktor három közlése eltér egymástól, ám mind a hármat Verne módosította, ellentétben az élete vége felé vagy halála után megjelent művekkel, amelyeket jellemzően fia, Michel gondozott. A Verne-elemzők számára ez ritka lehetőség a változások felderítésére és magyarázatára. A Musée des Familles változatból számos ironikus, szatirikus és erotikus rész került ki vagy átírásra, mert a folyóiratot a fiatalok számára adták ki.

Ox doktor karaktere tíz évvel később újra felbukkan Jules Verne munkájában, a „Voyage à travers l'Impossible" (1882) című színdarab főszereplőjeként.

## Tartalom
E duplán kifordított komédia helyszíne a 800 éves belga Quiquendone városa (2393 lakos), ahol szinte megállt az idő, lakói flegmatikusok és a filiszteusok halmozódása. Belecsöppenünk Tricasse polgármester és Niklausse tanácsos órákon át húzódó eszmecseréjébe, mely szerint micsoda szerencsétlen eset, hogy a napok óta égő bőrcsarnok nem az alacsonyan fekvő Szent-Jakab negyedben van, melyet csőrepedés miatt elöntés fenyeget. Szólnak a városi világításról is, amelynek megvalósítására Ox doktort kérték fel. Külön gyár épül, hogy az egész várost behálózó, újonnan fektetett csőhálózaton át az oxy-hydrikus gáz minden lámpatestbe eljusson.
|  | Alább a cselekmény részletei következnek! |

Ox doktor esti fogadásán a város két prominens polgára, André Schut ügyvéd és Dominique Custos orvos váratlanul súlyos sértéseket vág egymás fejéhez:
Ügyvéd úr, úgy vélem, ön egy kissé messzire megy, s nem ügyel eléggé a szavaira!
Ox doktor az esetről segédjével, Gédéon Ygène-nel beszélget, kitűnik, hogy Ox doktor valami különös kísérletet végez Quiquendone lakóin azok tudta nélkül.
A polgármester lánya és a tanácsos fia szerelmesek, egy folyóparton élvezik egymás társaságát, a lány elkéri a fiú horgászbotját, amaz pedig folytatja a lány hímzését.
A városi színház is a quiquendone-i tempóhoz igazodik, délután négy és este tíz között maximum két felvonást játszanak le, az Ördög Róbert, A hugenották vagy a Tell Vilmos rendszerint három estét vett igénybe. Ám a történet napján a Hugenották negyedik felvonása, mely máskor kerek hat óra hosszat tartott, ezen az estén mindössze tizennyolc percig tartott! A nézők, a város polgárai másnap döbbenten idézik fel emlékeiket, keresik a magyarázatot a történtekre. A város egyre több épületében jelentkezik az új kór, amelynek nem csak a felgyorsult cselekvés, de a konfliktusok felvállalása, mi több, keresése is jellemzője.
- Nos, Ygène?
- Nos, főnök, minden készen áll! A csövek lerakása befejeződött.
- Végre! Most aztán nagyban és a tömegeken folytatjuk!
A következő hónapokban az eddig csak épületeken belül tapasztalt emberi tulajdonságváltozások a szabadban is jelentkeznek. A természet is megbolondul, hatalmas termést hoznak a dísz- és haszonnövények, két embernek kellett összeállnia, hogy megbirkózzanak egy szem eperrel, s négynek, hogy megegyenek egy körtét. Előkerül egy történelmi sérelem is, a szomszéd falu, Virgamen egyik elkóborolt tehene a rét füvéből talán ha háromannyit legelt, mint önnön nyelve szélte, a tett megtorlatlan maradt. Eddig, mert most a város lakossága egyhangúlag követeli a megtorlást és kész hadba szállni.
A polgármester és a tanácsos is egyaránt háború-párti, már-már összevesznek, hogy melyikük inkább az. Egymást szidva indulnak felfelé a polgármesteri hivatal tornyába, hogy onnan tekintsék át a hadi terepet és hozzanak döntést a támadásról. Ám mikor felérnek, épp oly kedvesek egymáshoz, pont olyan udvariasan szólnak a másikhoz, mint a novella elején. A toronyból leereszkedve azonban ismét összekapnak, veszekednek.
A hadra kelt város a szomszédja ellen vonul, a városkapuban Ygène áll eléjük, hogy elmondja az igazat, de az ott termő doktor Ox leüti. A kitörő tömegverekedésnek az egész városra kiterjedő robbanás vet véget, a gázgyár és a lefektetett csövek felrobbannak.
A város ismét a régi, amilyennek a novella elején megismertük. Mit is csinált hát e rejtélyes Ox doktor? Egy hóbortos kísérletet hajtott végre, ez minden. Annak utána, hogy létrehozta gázvezetékeit, tiszta oxigénnel telítette a középületeket, majd a magánházakat, végül pedig a quiquendone-i utcákat, ügyelve, hogy soha még egy atomnyi hidrogén se jusson a csövekbe. Ez az íztelen-szagtalan gáz, ha ilyen erős adagban kerül a levegőbe, belégzéskor a legsúlyosabb zavarokat okozhatja a szervezetben. Ha az ember oxigénnel telített légkörben él, izgatott, egyre izgatottabb lesz, szinte meggyullad!
Végső összefoglalóul és következtetésül: eszerint vajon az erény, a bátorság, a tehetség, a szellem, a képzelet, mindezek a tulajdonságok vagy képességek csupán az oxigénellátástól függenek?
|  | Itt a vége a cselekmény részletezésének! |

## Fejezetek
Első fejezet, amelyből kitetszik, hogy Quiquendone városkát fölösleges akár a legjobb térképen is keresni
Második fejezet, amelyben van Tricasse polgármester és Niklausse tanácsos meghányja-veti a város ügyeit
Harmadik fejezet, amelyben nagy dérrel-dúrral és váratlanul betoppan Passauf biztos
Negyedik fejezet, amelyben Ox doktor elsőrangú fiziológusnak és merész kísérletezőnek bizonyul
Ötödik fejezet, amelyben a polgármester és a tanácsos meglátogatja Ox doktort, meg ami ebből a tényből következik
Hatodik fejezet, amelyben Frantz Niklausse és Suzel van Tricasse terveket sző
Hetedik fejezet, amelyben az andantékból allegrók, az allegrókból pedig vivacék lesznek
Nyolcadik fejezet, amelyben az ünnepélyes öreg német keringőből forgószél lesz
Kilencedik fejezet, amelyben Ox doktor és laboránsa, Ygène éppen csak egy-két szót vált
Tizedik fejezet,amelyben meglátjuk, hogyan terjed át a ragály az egész városra, s milyen következményekkel jár
Tizenegyedik fejezet, amelyben a quiquendone-iak hősies elhatározásra jutnak
Tizenkettedik fejezet,amelyben Ygène laboráns hangot ad egy okos nézetnek, amelyet azonban Ox doktor élénken elutasít
Tizenharmadik fejezet, amelyben bebizonyosodik, hogy magaslatról minden emberi gyarlóságot uralhatunk
Tizennegyedik fejezet, ahol a dolgok odáig fajulnak, hogy Quiquendone lakosai, az olvasók, sőt a szerző is azonnali végkifejletet követelnek
Tizenötödik fejezet, amelyben a csattanó csattan
Tizenhatodik fejezet, amelyben az értelmes olvasó meggyőződhet arról, hogy a szerző minden elővigyázatosságának ellenére is ráhibázott az igazságra
Tizenhetedik fejezet, amelyben fény derül Ox doktor elméletére

## Értékelés
„Ox doktor eszméje (Le Docteur Ox, 1874) élettani és vegytani játékötletet olt bele egy kis nyárspolgári szatírába. Ox doktor Quiquendone flandriai falu békés, józan és lusta polgárain próbálja ki: mi lenne, ha a levegő oxigéntartalmát szaporítanék. A kísérlet nagyszerű eredményeket hoz: a város vezetői összevesznek, a lakosság egy tehén miatt háborúra készül, a jegyespár szíve gyorsabban dobog, és a Hugenották IV. felvonását a szokott 6 óra helyett 46 perc alatt játssza el a zenekar; szóval: »az andante allegro lesz. az allegro pedig vivace«. S a kis regény olyan humorral s olyan derűvel van megírva, mintha a szerző is a doktor gázával világítana. Meleg és kedves hangulata különbözteti meg Wellstől, aki pedig az ilyen témákat szereti. A Virgamen! A Virgamen! kiáltoznak a harcias quiquendoniak, nyilvánvaló célzással a végzetes A Berlin!-re. És Ox doktor azzal is Wellset előlegezi, hogy a tudományos ötlet itt jóformán csak ürügy arra, hogy a társadalmi szatíra különlegesen kedvező megfigyelőhelyhez jusson. Lesage Sánta ördöge a tetőket emeli le, hogy belelásson az emberek benső életébe; a XIX. század végén más, korszerű lehetőségekkel rendelkezik az ördöngös tudós.”

– Hankiss János

## Szereplők
- Docteur Ox (az angol „Ox” szó magyar jelentése: Ökör)
- Gédéon Ygène, Ox segéde
- van Tricasse, Quiquendone polgármestere,
- Brigitte van Tricasse, a polgármester felesége
- Suzel van Tricasse, a polgármester lánya
- Pélagie van Tricasse, a polgármester unokahúga
- Lento, a polgármester kutyája
- Collaert, bankár, fia Simon
- Simon Collaert, a bankár fia
- Dominique Custos, orvos
- Josse Liefrinck, gyógyszerész
- Lotchè Janshéu, a Tricasse ház szolgálója
- Jean Mistrol, kisbíró
- Niklausse, tanácsos
- Frantz Niklausse, a tanácsos fia, Suzel van Tricasse jegyese
- Jean Orbideck, cukrász, a quiquendone-i seregek fővezére
- Michel Passauf, biztos („Passauf” biztos neve németül ezt jelenti: "Figyelj! Vigyázz")
- Sylvestre Pulmacher, fűszeres
- Resh Jeromos, az Akadémia elnöke
- Rupp adószedő
- André Schut, ügyvéd
- Norbert Soutman, a biztosító társaság igazgatója
- Honoré Syntax, főbíró
- Hermance néni, a polgármester vénkisasszony nővére, becenevén: Tatanémance

## Érdekességek
- A polgármester ötvenesztendős volt, sem nem kövér, sem nem sovány; sem nem alacsony, sem nem magas; nem volt se öreg, se fiatal; se pirospozsgás, se sápadt; se vidám, se szomorú; se elégedett, se morcos; se erélyes, se pipogya; se büszke, se alázatos; se jó, se rossz; se bőkezű, se fukar; se bátor, se gyáva; se túl sok, se túl kevés; ne quid nimis (latin: „nem sok vizet zavar”) - egy szó, mint száz: mindenben mértékletes ember.[14]

- A vivacék a quiquendone-i színházban úgy vánszorogtak, mint a tősgyökeres adagiók. Az allegróknak se végük, se hosszuk nem volt. A hatvannegyedek tovább tartottak, mint más országban az egész hangok. A legsebesebb futamok a quiquendone-i ízlést tükröző előadásban gregorián himnusszá lassultak. A könnyed trillák ellankadtak, kimértekké váltak, hogy ne sértsék a műélvezők fülét. Egyetlen példa mindent megvilágít: Figarónak A sevillai borbély első felvonás béli gyors belépője harminchármas metronómszámmal ment, s ötvennyolc percig tartott - a leglendületesebb énekes előadásában.[15]

- Virgamen mindössze háromezer-ötszázhetvenöt lelket számlál...

- Polgárok - szólt ekkor Sylvestre Pulmacher, aki rendes körülmények között fűszert árult kicsinyben -, polgárok, akármit papolt is ez a gyáva patikárius, a magam részéről vállalom, hogy amennyiben igényt tartanak szolgálataimra, megölök ötezer virgamenit.
- Ötezer-ötszáz! - rikkantott egy még elszántabb patrióta.
- Hatezer-hatszáz! - kontrázott a fűszeres.
- Hétezer! - kiáltotta a Hemling utcai cukrász, Jean Orbideck.
- Orbideck tábornok, aki fölöttébb bizonytalanul ült huncut lován, háromszor is lepuffant róla a sereg arcvonala előtt, de mindannyiszor sértetlenül kászálódott föl, ami kedvező előjel számba ment.[16]

- A város neve, Quiquendone, kiejtve nagyon hasonlatos qui qu'en donne? francia kifejezéshez, mely jelentése: kit érdekel?.

- A Journal d'Amiens még több Verne-írás jogát szerezte meg, a városi tanácsosként mondott beszédein túl, irodalmi említést érdemel az Ideális város,[17] az Ox doktor, a Tiz órán át a vadászaton és a 24 Minutes en ballon[18]

## Magyar kiadások
- Doktor Ox kísérlete,[19] Athenaeum, Budapest, 1875[20]
- Ox doktor eszméje,[21] fordító: Zempléni P. Gyula, Eisler, Budapest, 1892, a Verne Gyula összegyűjtött munkái sorozat részeként.[20]
- Doktor Ox theóriája,[22] Zigány Árpád, Franklin,	Budapest, 1903, a Verne Gyula összes munkái sorozat részeként.[20]
- Ox doktor ötlete,[23] Mikes Lajos, Tolnai, Budapest, 191?, a Verne Gyula munkái sorozat részeként[20]
- Doktor Ox teóriája,[24] fordító: György Ferenc és Klumák István, illusztráció: Kondor Lajos, Madách/Móra, Budapest/Pozsony, 1973, ISBN 0559000921735, a Delfin könyvek sorozatban[25]

## Feldolgozás

### Offenbach: Doktor Ox (operett)
Az eredeti történetet Jacques Offenbach operettként 1877. január 26-án mutatta be. Korábban feltételezték, hogy Offenbachot, hasonlóan a hold-regényekhez, csak Verne ihlette. Az eredeti szöveget Mortier és M. Philippe Gille librettisták írták (1831–1901). Robert Pourvoyeur szerint a színpadi megvalósítás arról szól, hogy az oxigén milyen hatással van a színpadi játék gyorsítására. Az anyag valóban Offenbachra kényszerítette magát. Pourvoyeur azt is felismerte, hogy a színpadi megvalósítás nem teljes egészében Verne nélkül történt: „A Le Docteur Ox szövegkönyvében van egy megjegyzés, hogy ezt a szerző és a J. Hetzel kiadó kifejezett engedélyével közzétették.” Volker Dehs észrevétele alapján a Verne és Gille közötti levelezés világossá teszi, hogy Verne nem a szövegen dolgozott, hanem hogy felügyelte a librettó létrehozását, ugyanakkor barátja, Gille mellett állt tanácsadóként. Ennek eredményeként annyi jogdíjat kapott, mint Mortier és Gille a szöveges benyújtásért és tanácsért.

### Utazás a lehetetlenen keresztül (színjáték)
A Le voyage à travers l'impossible fantasztikus színjáték három felvonásban és húsz jelentben, amelyet 1882-ben Jules Verne írt Adolphe Dennery-vel együttműködve. A premierre 1882. november 25-én került sor a párizsi Porte-Saint-Martin színházban. A darabot 97 alkalommal adták elő (1882: 43, 1883: 54).
A darab Dániában, egy kastély nagycsarnokában kezdődik. A fiatal Georgon de Traventhal báró csak utazásokról és kalandokról álmodik. Anyja, Madame de Traventhal, hogy megpróbálja meggyógyítani megszállottságait, konzultál egy orvossal, aki éppen akkor érkezett az országba, a neve doktor Ox. Ez utóbbi felfedi Georges-nak, hogy John Hatteras fia. Azt javasolja neki, hogy igyon egy mágikus főzetet, amely lehetővé teszi neki, hogy Tartelet táncmester kíséretében utazzon. A szereplők a Föld központjába érkeznek, ahol találkoznak a tűz közepén élő szalamander emberekkel. Ezután a Nautilus fedélzetén Nemo kapitánnyal találkoznak. Az atlanták George-ot Atlantis királyává nyilvánítják, ha feleségül veszi az elhunyt uralkodó lányát. A harmadik felvonásra az Altor bolygón kerül sor a Ágyú-klubban tett látogatást követően, ahol találkoztak Impey Barbicane-nel és a híres egyesület többi tagjával.

### További feldolgozások
- A Római Operaház 1935-1936-ban A. Bizzelli átiratában mutatta be  a „Dottor Oss” darabot.[34]
- 1964-ben Pierre-Max Dubois a novellát egy baletté alakította.[35]
- Mino Milani és Grazia Nidasio elkészítették a történet képregényes verzióját, majd egy külön sorozatban folytatták a karakter kalandjait. A képregény 1964 és 1969 között jelent meg a Corriere dei Piccoli-ban (Kicsik lapja).[36]
- 2007-ben Mathieu Sapin képregénnyé alakította a novellát.[37]
- 2017-ben a France Culture rádió  Doctor Ox tapasztalata címmel rádiójátékká alakította a novellát. Az adaptációt Hervé Prudon készítette, a rendező Myron Meerson volt.[38]
- 2020-ban a párizsi Théâtre de l'Orme színház Une Fantaisie du Docteur Ox címmel mutatta be a művet.[39]